# Dôme d'Upheaval

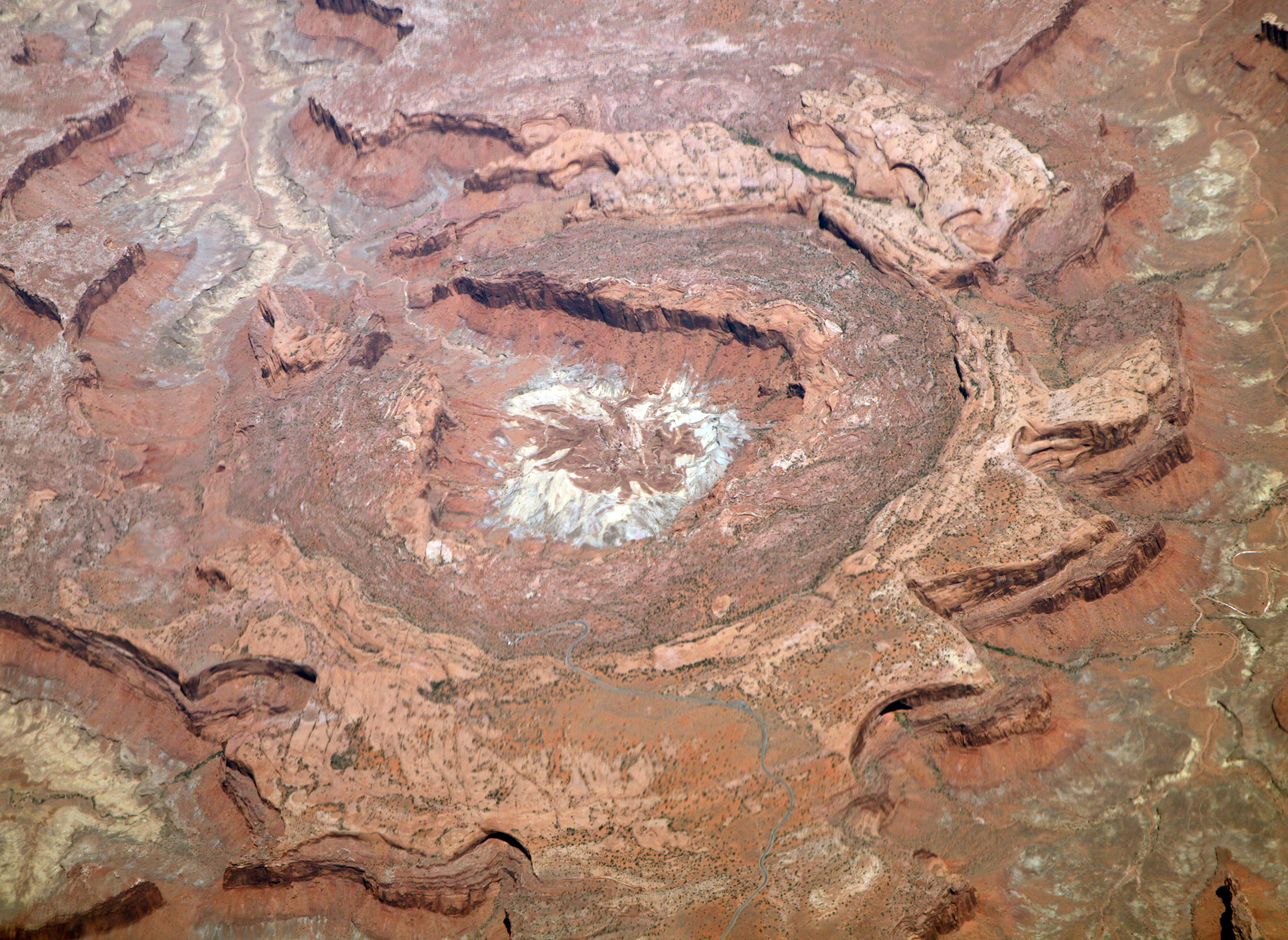
Vue aérienne du dôme d'Upheaval

Le dôme d'Upheaval est une structure d'impact météoritique érodée située dans le parc national des Canyonlands en Utah.
Son diamètre intérieur est d'environ 5 km et son âge est estimé à 170 millions d'années.
Lors de sa découverte en 1930 les géologues pensaient qu'il s'agissait d'une structure volcanique.

## Galerie

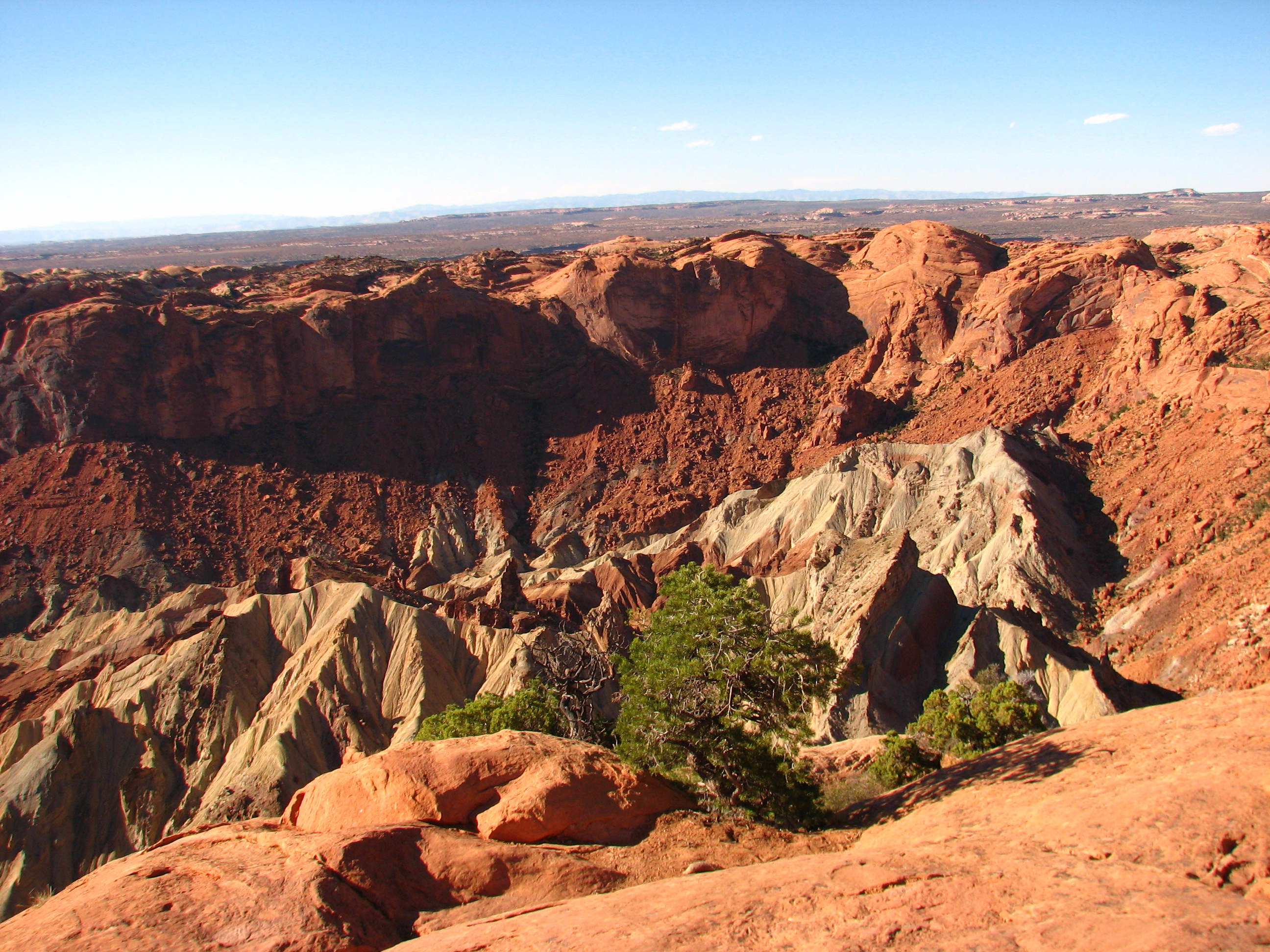
Vue de la structure depuis la surface
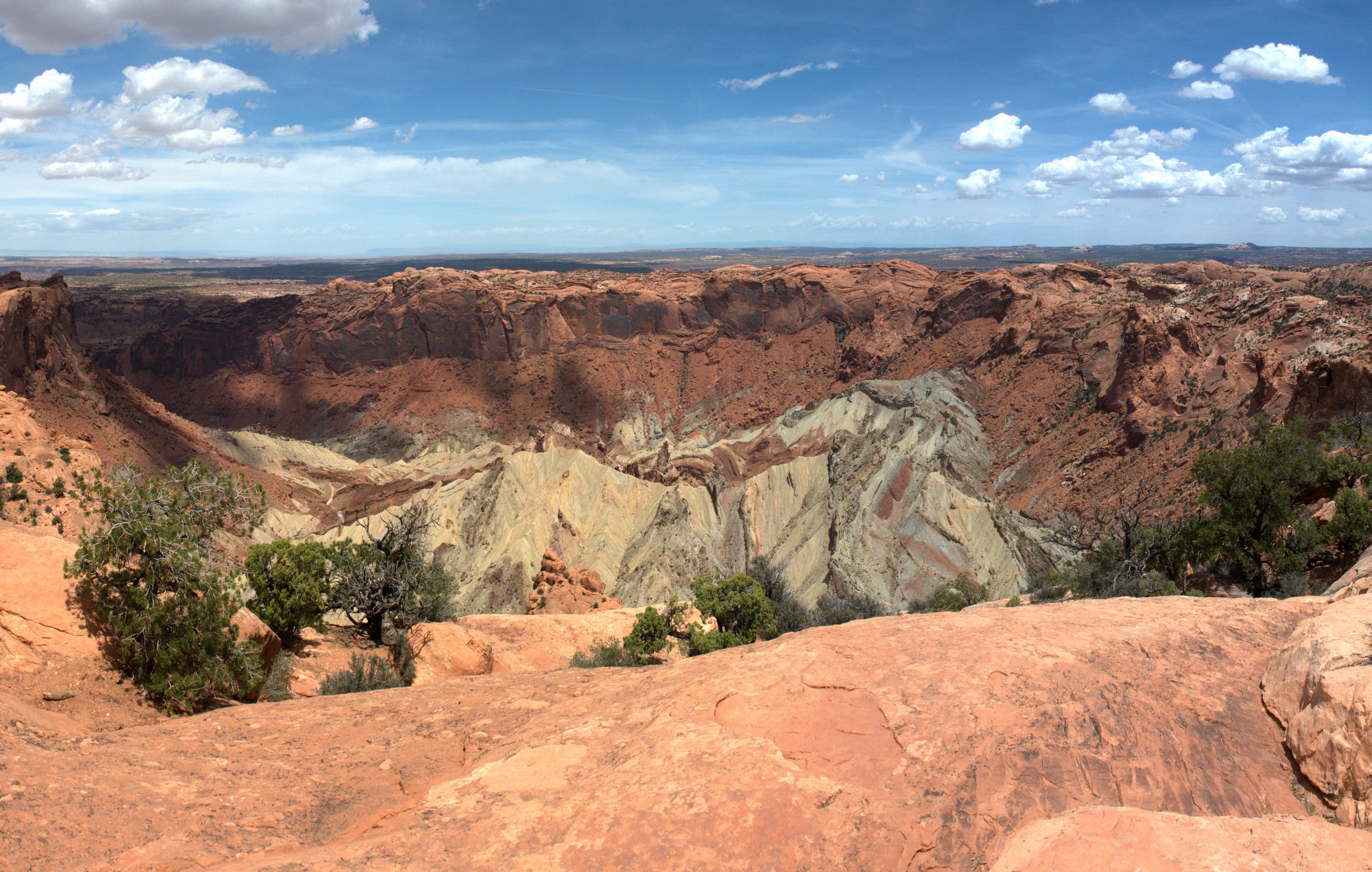